# 维古
维古（法語：Vigoux，法語發音：[viɡu]）是法国安德尔省的一个市镇，位于该省南部，属于勒布朗区。

## 地理
维古（46°30'37"N, 1°29'15"E）面积37.51 平方千米，位于法国中央-卢瓦尔河谷大区安德尔省，该省份为法国中部省份，北起卢瓦-谢尔省，西北接安德尔-卢瓦尔省，西南接维埃纳省，南至克勒兹省和上维埃纳省，东临谢尔省。
与维古接壤的市镇（或旧市镇、城区）包括：克勒兹河畔阿让通、巴宰日、瑟隆、沙兹莱、吕兹雷、帕尔纳克、萨谢尔热圣马尔坦、圣吉勒、特奈。

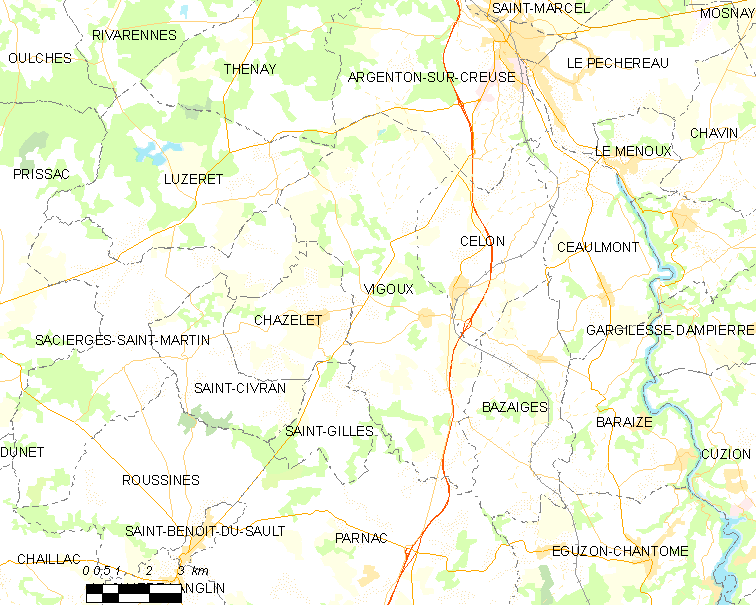
维古的OSM定位图

维古的时区为UTC+01:00、UTC+02:00（夏令时）。

## 行政
维古的邮政编码为36170，INSEE市镇编码为36239。

## 政治
维古所属的省级选区为圣戈捷县。

## 人口

1962-2008年间维古人口变化图示

维古于2022年1月1日时的人口数量为469人。